# THE LOVE ROCKS
『THE LOVE ROCKS』（ザ・ラヴ・ロックス）は、2006年2月22日にリリースされたDREAMS COME TRUEの13枚目のアルバムである。

## 概要
- 前作から約1年2ヶ月ぶりのオリジナルアルバム。
- 前作『DIAMOND15』で逃したオリコンアルバムチャート1位を約4年3ヶ月ぶりに獲得した。
- 初回限定盤と通常盤の2形態で発売。ジャケット写真が異なっている。初回限定盤はDVD付、三方背ボックス入り、表ジャケットは吉田美和、裏ジャケットは中村正人がレコーディングを行っている写真が使われている。
- 吉田美和単独による作曲の楽曲が収録されていない唯一のアルバムである。
- このアルバムを引っさげて、『DREAMS COME TRUE CONCERT TOUR 2006 THE LOVE ROCKS』を開催。（2006年4月8日～9月18日）
- 「吉田美和の作る詩の世界を最大限に伝えたい」との中村の意向により、収録全曲をカットアウトにアレンジしており、フェードアウトの曲が1曲も収録されていない。

## 収録曲

### CD
1. 愛がROCKするテーマ
  - 作曲：中村正人・吉田美和、編曲：中村正人
  - アルバムおなじみのオープニングテーマ。前アルバム収録曲｢はじまりのla｣のメロディーが引き継がれている。オープニングテーマとしては初の日本語タイトルであり、吉田美和いわく「とにかくストレートに表現したかった」とのこと。
2. PROUD OF YOU
  - 作詞：吉田美和、作曲：中村正人・吉田美和、編曲：中村正人
  - アサヒスーパードライ「2006 WORLD BASEBALL CLASSIC」日本代表応援CMソング
3. また｢つらい｣が1UP
  - 作詞：吉田美和、作曲：中村正人・吉田美和、編曲：中村正人
4. めまい
  - 作詞：吉田美和、作曲：中村正人・吉田美和、編曲：中村正人
  - テレビ朝日ドラマスペシャル『愛と死をみつめて』テーマ曲
  - 吉田曰く、初めてのストレートなバラード曲。
5. JET!!! ～album version～
  - 作詞：吉田美和、作曲・編曲：中村正人
  - 38thシングル。
  - シングルバージョンよりも、イントロ、間奏、アウトロが長くなっている。PVにはアルバムバージョンが使われている。2015年7月7日に発売されたオールタイム・ベストアルバム『DREAMS COME TRUE THE BEST! 私のドリカム』にはこのバージョンで収録されている。
  - ロッテガーナミルクチョコレートCMソング
6. 哀愁のGIジョー
  - 作詞：吉田美和、作曲：中村正人・吉田美和、編曲：中村正人
  - ボサノバアレンジの曲。
7. SUNSHINE ～album version～
  - 作詞：吉田美和、作曲：中村正人・吉田美和、編曲：中村正人
  - 38thシングル。
  - シングルバージョンとはイントロとアウトロの長さが異なる。
  - 『めざましテレビ』テーマソング
8. ていうか
  - 作詞：吉田美和、作曲：中村正人・吉田美和、編曲：中村正人
  - コンサートではカンフー風のダンスを披露。
9. WIFEHOOD ステ奥伝説　PART1 ～主婦の精　妻の精～
  - 作詞：吉田美和、作曲：中村正人・吉田美和、編曲：中村正人
  - 4thアルバム『MILLION KISSES』収録曲｢あなたにサラダ｣の続編と噂されている。
10. ウソにきまってる
  - 作詞：吉田美和、作曲・編曲：中村正人
11. 空を読む ～album version～
  - 作詞：吉田美和、作曲：中村正人・吉田美和、編曲：中村正人
  - 37thシングル「何度でも」のカップリング。
  - アルバムバージョンはイントロ部分が長くなり、2番のアレンジが多少異なる。
12. 何度でも ～album version～
  - 作詞：吉田美和、作曲・編曲：中村正人
  - アルバムバージョンは、イントロ部分が長くなっている。
  - 37thシングル。
  - フジテレビ系ドラマ『救命病棟24時』主題歌（第3シリーズ）
  - 映画『Mayu -ココロの星-』主題歌
  - 住友生命ブランドパートナー新TVCMソング
13. SPOON ME, BABY ME
  - 作詞：吉田美和、作曲：中村正人・吉田美和、編曲：中村正人
  - 吉田美和いわく、アルバム実質最後の曲は「何度でも」であり、この曲はアルバムのエンディングテーマだと語っている。同様に、アルバム実質最初の曲は「PROUD OF YOU」であるとも語っている。

### DVD
初回限定盤のみ付属。
- THE LOVE ROCKS SPECIAL MAKING
- MUSIC VIDEO

1. 何度でも
2. JET!!!
3. SUNSHINE

## 参加アーティスト
DREAMS COME TRUE are
MIWA YOSHIDA
Vocal, Backing Vocals, Vocal / Backing Vocal Arrangement, Acoustic Piano(#1), Bell(#5), Handclap(#7, 12), Cymbals(#12)
MASATO NAKAMURA
Electric Bass(#2-13), Synth. Bass(#1, 10, 13), Backing Vocals, Backing Vocal Arrangement & 
All Instruments Performance by MIDI System
(Drums, Percussions, Acoustic/Rhodes Pianos, Organ, Harpsichord, Electric Guitar, Bell, Harp, Synthesizers, Strings, Brass)
MUSICIANS
YUKIHIRO MATSUMOTO(#5, 12)：Drums, Tambourine(#12)
NAOYA HAMADA(#4)：Drums
YOSHIAKI MUTOH(#1-10, 13)：Electric Guitar(#1-5, 7-10, 13), Acoustic Guitar(#2, 8, 13) & Nylon Guitar(#6)
HIROSHI IMAIZUMI(#11, 12)：Electric Guitar(#12) & Acoustic Guitar
KOW OTANI(#12)：Electric Piano
HIROSHI UESUGI(#5)：Electric Piano
GREG ADAMS(#3, 4, 6, 8-10, 13)：Trumpet, Flugel Horn(#4, 6) & Brass Arrangement
CHUCK FINDLEY(#3, 4, 6, 8-10, 13)：Trumpet & Flugel Horn(#4, 6)
SHIRO SASAKI(#5,7)：Trumpet
HUTOSHI KOBAYASHI(#5)：Trumpet
ISAO SAKUMA(#7)：Trumpet
TOM SCOTT(#3, 4, 6, 8-10, 13)：Tenor / Baritone Saxophones & Flute(#6)
OSAMU YOSHIDA(#5, 7)：Tenor Saxophone & Baritone Saxophone(#5)
STEVE HOLTMAN(#3, 4, 6, 8-10, 13)：Tenor Trombone & Bass Trombone(#4, 6, 13)
HIDEAKI NAKAJI(#5)：Trombone
WAKABA KAWAI(#7)：Trombone
PAULINHO DA COSTA(#1, 2, 4, 6, 8, 9)：Percussions
GEN OGIMI(#7)：Percussions, MC & Handclap
MARCELLUS D. NEALY(#1, 5)：MC
DANTE RAMIREZ(#7)：MC
D THE 369(#7, 8)：Backing Vocal
Full Of Harmony(#1, 2)：Backing Vocal
LA LA LA Girls(#1, 2)：Backing Vocal
ステ奥(#7)：Whistle
Screaming Hand Clappers(#12)：Handclap